# Aerostar
Aerostar ibland stiliserat Aero Star, född 22 oktober 1984, är en mexikansk fribrottare under kontrakt med Lucha Libre AAA Worldwide (AAA) sedan 2003. Aerostar har förutom att vara ett av de stora namnet i sitt förbund brottats i USA för Impact Wrestling (tidigare TNA) och diverse stora oberoende förbund och events, i Lucha Underground och med AAA i Japan. Aerostar är i allmänhet betraktad som en av de mest innovativa mexikanska fribrottarna genom tiderna med sin aeriala stil. Han är också känd för att utföra många riskfyllda stunts där han bland annat hoppar från höga höjder, samt för att vara väldigt tekniskt skicklig i ringen.
Han är också fribrottningstränare och har lärt upp och tränat bland annat Astor.

## Karriär

### Lucha Libre AAA Worldwide2003-
Aerostar är en första generationens fribrottare. Han har nämnt de mexikanska fribrottarna Rey Mysterio och Atlantis som sina största inspirationer och förebilder som ung. Han startade karriären i Lucha Libre AAA Worldwide (då Asistencia Asesoría y Administración) år 2003 under namnet "El Acuatico" efter att ha tränats av Gran Apache. Han deltog i de första matcherna för att få erfarenhet medan han fortsatte sin träning under Gran Apache och Abismo Negro. Efter bara ett par framträdanden som El Acuatico fick han det nya namnet "El Chamagol", en karaktär utan mask. Under den karaktären var han med i sin första stora show, AAA:s Guerra de Titanes 2003. År 2004 fick han ytterligare en ny karaktär som "Chiva Rayada II" (direktöversatt: Randig get II) inspirerat av fotbollsklubben CD Guadalajara som kallas just för "Chivas". Under den karaktären bildade han ett lag med Chivo Rayada I men det är svårt att säga vid vilka tillfällen den blivande Aerostar brottades då flera unga studerande fribrottare gick under samma namn vid olika tillfällen.

#### Real Fuerza Aérea
Karaktären Aerostar debuterade i december 2006 och introducerades som den sista kreationen från AAA:s grundare och tidigare ägare Antonio Peña, som avlidit några månader tidigare. Peña hade tillsammans med Fernando Fuentes och Aerostars pappa designat och namngett den nya karaktären. Aerostar parades samman med Pegasso, Rey Cometa, Laredo Kid och Super Fly, fyra andra unga maskerade brottare med aerial stil och tillsammans bildade de gruppen Real Fuerza Aérea ("Kungliga luftvapnet"). När Laredo Kid var skadad under stora delar av 2007 och 2008 ledde Aerostar och Super Fly tillsammans gruppen. Den 8 augusti 2008 vann Aerostar den andra upplagan av den årliga turneringen Alas de Oro ("Vingar av guld"). Han besegrade El Angel, Gato Eveready, Escoria, Extreme Tiger, Jack Evans, Super Fly, Teddy Hart och Último Gladiador i matchtypen torneo cibernetico där brottare elimineras till endast en återstår. Vid Triplemania XVII (2008), det största eventet för året i AAA besegrade Aerostar, Laredo Kid och Super Fly ett lag bestående av Killer Clown, Psycho Clown och Zombie Clown (tillsammans Los Psycho Circus). I matchen bar Aerostar en unik mask där halva sidan var hans egen vanliga design och halva sidan Abismo Negros design för att hedra sin tidigare tränare som avlidit några månader före matchen. I oktober 2008 lämnade både Rey Cometa och Pegasso AAA efter missnöje med ledningen efter Antonio Peña. Både Cometa och Pegasso skulle senare komma att brottas i det rivaliserande förbundet Consejo Mundial de Lucha Libre. Emellertid imploderade Real Fuerza Aérea efter deras uttåg, även om man i början lät platserna fyllas av andra brottare så som Argenis, Atomic Boy (numera Raptor) och Gato Eveready (numera Drago).

#### Luchas de Apuestasoch första titlarna

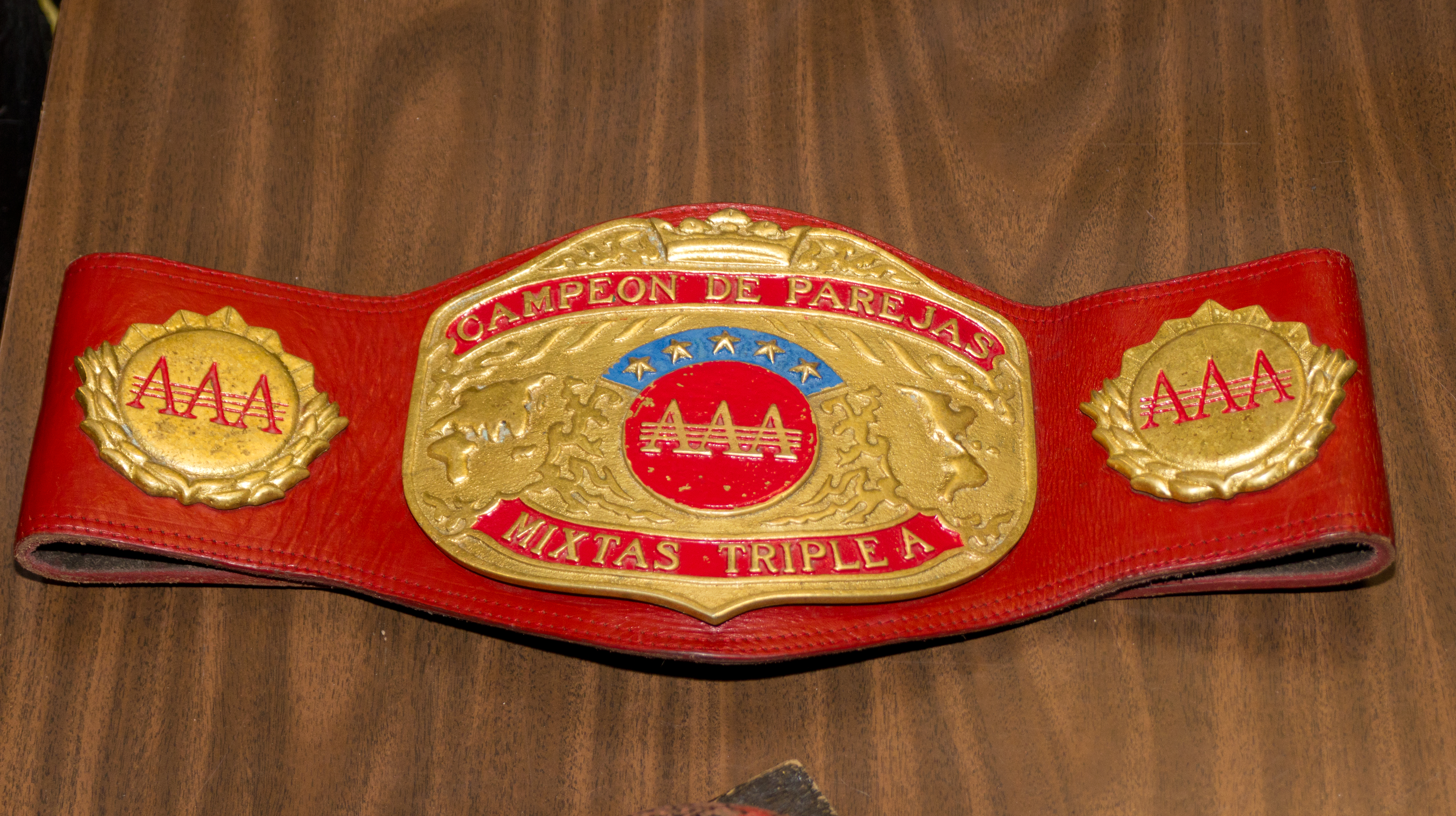
AAA World Mixed Tag Team Championship-bältet

2009 var Aerostar involverad i en serie matcher mot Billy Boy med Apache-familjen (Gran Apache, Mari Apache och Faby Apache). Eftersom Gran Apache är Aerostars tidigare tränare så valde Aerostar hans sida och det hela kulminerade med en insatsmatch, en så kallad Luchas de Apuestas vid pay-per-view eventet Verano de Escándalo 2009. Insatsen var Aerostars mask mot Billy Boys hår och i en Steel cage match besegrade Aerostar tillsammans med Faby Apache laget bestående av Billy Boy och Sexy Star Den 7 september 2009 besegrade Aero Star och Faby Apache det mixade laget Cynthia Moreno och El Oriental för att vinna titeln AAA World Mixed Tag Team Championship, Aerostars första titel i förbundet. Efter att ha försvarat titlarna två gånger efteråt förlorade man i juni 2010 bältena till La Legión Extranjera bestående av Alex Koslov och Christina Von Eerie. Den 1 oktober 2010 vid eventet Héroes Inmortales IV vann Aerostar en åtta mans-torneo cibernetico (elimineringsmatch) för att vinna Copa Antonio Peña och dessutom håret av Chris Stone då matchen även var en insatsmatch.
Efter över ett år av uppbyggnad så vände sig Aerostar's tidigare lagkamrat från Real Fuerza Aérea Super Fly emot honom när han den 28 november 2010 tillsammans med medlemmar från gruppen La Milicia, attackerade Aerostar och Octagón. I samband med detta lämnade Super Fly Real Fuerza Aérea och gruppen upplöstes för gott samtidigt som han gick med i La Milicia som var en del av gruppen La Sociedad bestående av onda karaktärer. I juli 2011 representerade Aero Star och Jack Evans AAA i Japan vid Pro Wrestling Noah's lagturnering 2011 Nippon TV Cup Jr. Heavyweight Tag League. Efter två segrar och två förluster slutade man trea i gruppen och missade chansen att avancera till semifinalerna. I januari 2013 uttryckte Aerostar sin vilja att starta en ny grupp med aeriala fribrottare liknande Real Fuerza Aérea vilket han också senare gjorde i och med bildandet av den nya gruppen Los Cadetes del Espacio i oktober 2013, inspirerade av den tidigare gruppen från 90-talet med samma namn. Aerostar blev ledaren av gruppen som bestod av honom tillsammans med Venum (tidigare Lucky Boy) och Ludxor (tidigare Niño de Ebano). År 2014 återstartade Aerostar sin fejd med tidigare lagmedlemmen Super Fly, och de båda hade en lång serie matcher under året vilket kulminerade i en Lucha de Apuestas-insatsmatch vid eventet Guerra de Titanes i december 2014. Aerostar besegrade Super Fly vilket ledde till att Super Fly permanent tvingades ta av sig sin mask. Vid pay-per-view eventet Rey de Reyes 2015 var Aerostar involverad i finalmatchen för titeln Rey de Reyes (Kungen av kungar) efter att ha vunnit en serie kvalmatcher men förlorade i slutändan då El Texano Jr. vann matchen.

### I USA (2015–)

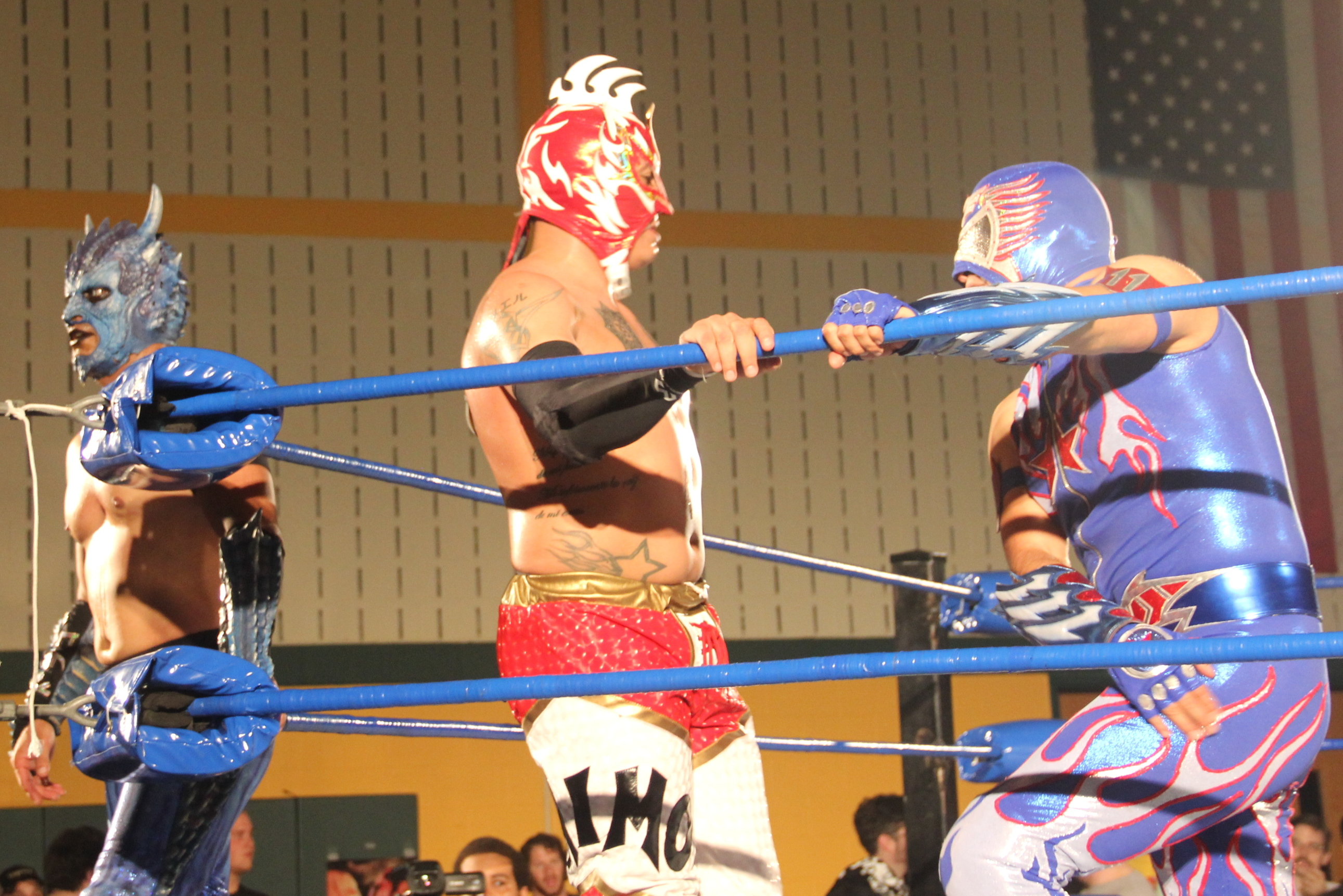
Drago (vänster), Fenix (mitten) och Aerostar (höger)

Den 28 augusti 2015 gjorde Aerostar sin debut för Pro Wrestling Guerrilla (PWG) genom att delta i deras årliga prestigefyllda turnering Battle of Los Angeles. Han förlorade i första omgången mot Brian Cage. Den 4 september samma år debuterade Aerostar i ett annat amerikanskt förbund, Chikara, som använder mexikanska lucha libre-regler trots att det var baserat i Chicago. Tillsammans med Drago och Fénix deltog de i turneringen King of Trios under namnet Team AAA. De besegrade Gentleman's Club (Chuck Taylor, Drew Gulak och The Swamp Monster) i första omgången. Dagen efter vann de över The Nightmare Warriors (Frightmare, Hallowicked och Silver Ant) vilket tog de till semifinal i turneringen. De 6 september i semifinalen så besegrade Team AAA de tidigare King of Trios-vinnarna, The Devastation Corporation (Blaster McMassive, Flex Rumblecrunch och Max Smashmaster), och till slut vann de även finalen mot New Japan Pro Wrestling-representanterna i Bullet Club (A.J. Styles och Matt Jackson and Nick Jackson). Aerostar återvände till Chikara ett år senare för att delta i den årliga turneringen Rey de Voladores (Kungen av Flygare). Han vann en elimineringsmatch innehållande fyra fribrottare för att avancera till finalen av turneringen och väl där besegrade han Tony Nese för att vinna hela turneringen.

## Titlar och priser
- Battle Championship Wrestling Australia
  - BCW Tag Team championship (1 gång) – med Drago[30]
- Impact Wrestling
  - Impact World Cup of Wrestling (2019) – med El Hijo del Vikingo, Puma King och Psycho Clown
- Lucha Libre AAA Worldwide
  - AAA World Tag Team Championship (1 gång) – med Drago[31]
  - AAA World Mixed Tag Team Championship (1 gång) – with Faby Apache[32]
  - Alas de Oro (turnering, 2008)[13]
  - Copa Antonio Peña (Héroes Inmortales IV, 2010)[19]
  - Lucha Libre World Cup (2017, Kvällens match) - med Drago vs. DJZ och Andrew Everett[33]
  - Rey de Reyes (Rey de Reyes (turnering), 2019)[34]
- Chikara
  - King of Trios (turnering, 2015) – med Drago och Fénix[28]
  - Rey de Voladores (turnering, 2016)[29]
- Lucha Underground
  - Lucha Underground Trios Championship (1 gång) – med Drago och Fénix[35]
- Pro Wrestling Illustrated
  - Tidskriften Pro Wrestling Illustrated rankade Aerostar som #166 i deras topp-500 lista PWI 500 år 2015[36]

## Luchas de Apuestasstatistik
| Vinnare (insats) | Förlorare (insats)   | Plats                        | Event                | Datum            | Referenser               |
| ---------------- | -------------------- | ---------------------------- | -------------------- | ---------------- | ------------------------ |
| Aerostar (mask)  | Billy Boy (hår)      | Guadalajara, Mexiko, Jalisco | Guerra de Titanes    | 13 december 2009 | [ 37 ] [ 38 ] [ Note 1 ] |
| Aerostar (mask)  | Chris Stone (hår)    | Tamaulipas, Jalisco          | Héroes Inmortales IV | 1 oktober 2010   | [ 19 ] [ Note 2 ]        |
| Aerostar (mask)  | Súper Fly (mask)     | Zapopan, Jalisco             | Guerra de Titanes    | 7 december 2014  | [ 39 ]                   |
| Aerostar (mask)  | Súper Fly (hår)      | Monterrey, Nuevo León        | Rey de Reyes         | 19 mars 2017     | [ 40 ]                   |
| Aerostar (mask)  | Monster Clown (mask) | Monterrey, Nuevo León        | Triplemanía Regia    | 1 december 2019  | [ Note 3 ] [ 41 ]        |